# Брэгг, Томас
Томас Брэгг (англ. Thomas Bragg; 9 ноября 1810, Уоррентон, Северная Каролина — 21 января 1872, Роли, Северная Каролина) — американский адвокат и государственный деятель. Губернатор Северной Каролины (1855—1859), генеральный прокурор Конфедерации (1861—1862), брат генерала Конфедерации Брэкстона Брэгга.

## Биография
Брэгг девять лет учился в Уоррентонской академии, затем три года — в Военной академии капитана Олдена Партриджа в Миддлтауне, Коннектикут (ныне — Норвичский университет), а также изучал право на частных уроках, которые брал у члена Верховного суда Северной Каролины Джона Холла. В 1832 году Брэгг был принят в коллегию адвокатов Северной Каролины и основал успешную адвокатскую практику в Джексоне (Северная Каролина). Он также занялся политикой и в 1842 году был избран от Демократической партии в Палату представителей Северной Каролины, где возглавлял Юридический комитет. В 1844, 1848 и 1852 годах был делегатом национальных съездов Демократической партии.
В 1855—1859 годах был губернатором Северной Каролины, затем избран в Сенат США от Демократической партии и представлял Северную Каролину с 4 марта 1859 года, возглавлял Комитет по претензиям. Вышел из Сената 8 марта 1861 года после выхода своего штата из Союза и 11 июля 1861 года был официально исключён из палаты за поддержку мятежа.
21 ноября 1861 года Брэгг стал генеральным прокурором Конфедерации. В своём дневнике он отмечал, что новая работа разочаровала его, в том числе потому, что президент Конфедерации Джефферсон Дэвис не слишком часто учитывал его мнение. Значительную часть своего времени Брэгг посвящал защите прав гражданского населения, добиваясь от военного ведомства компенсации причиняемого людям материального ущерба.
18 марта 1862 года Брэгг ушёл в отставку и уехал в Питерсберг (Виргиния), в фамильный дом своей жены Изабель Катберт-Брэгг, на которой женился в октябре 1837 года. 7 ноября 1862 года переехал в Роли (Северная Каролина) и работал там в качестве личного представителя президента Конфедерации, а также возглавлял усилия общественности, направленные на сохранение Северной Каролины в Конфедерации. По окончании Гражданской войны вернулся к адвокатской практике и в политику. Одним из последних его политических действий стала кампания за импичмент бывшего друга и губернатора Северной Каролины Уильяма Холдена.
Томас Брэгг умер 21 января 1872 года в Роли. В городе Джексон (Северная Каролина) до наших дней сохранился его дом, ставший местной достопримечательностью.